# أبتاغانيل
أبتيجانيل (بالإنجليزية:  Aptiganel)‏ ويعرف بالاسم التجاري أبتيجانيل (بالإنجليزية:  Aptiganel)‏ هو دواء يستخدم لعلاج السكتة الدماغية.